# Ensinando de Sião

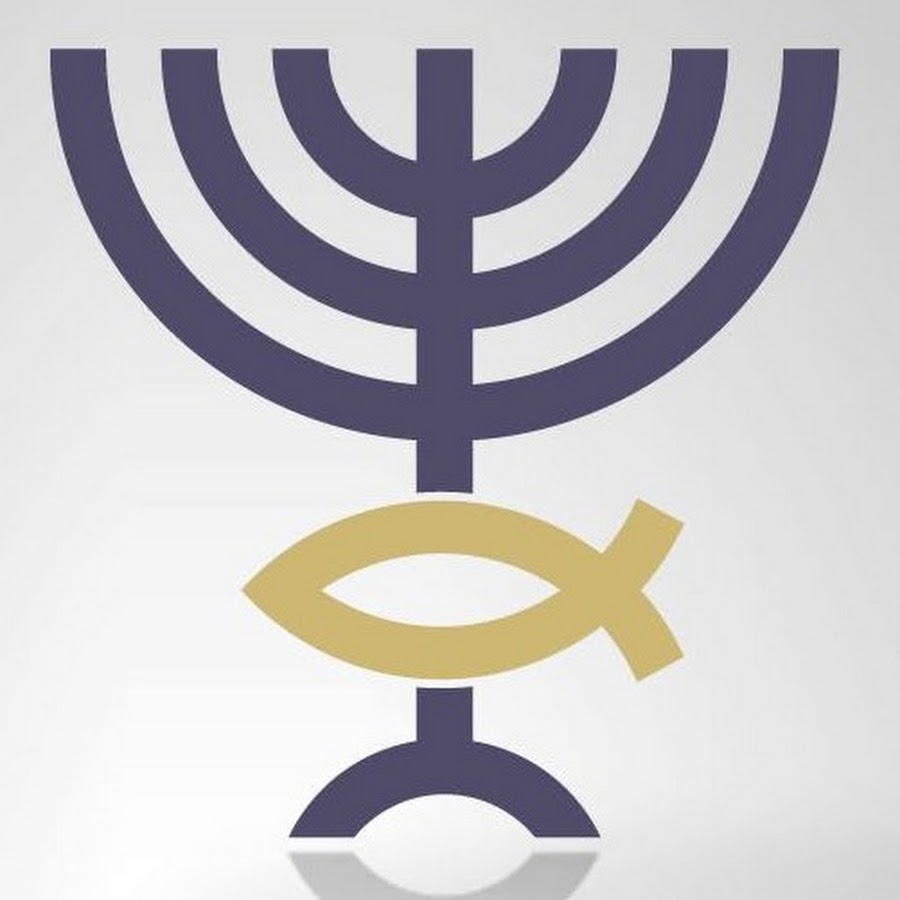
Ensinando de Sião

Ensinando de Sião, (AMES, Brasil) é um ministério de ensino bíblico com sede em Belo Horizonte – MG. Consiste na união de não judeus, judeus e descendentes de judeus que creem em Yeshua haMaschia (Jesus Cristo). Seus estudos são baseados no Pentateuco (Torá), nos escritos dos profetas (Neviim) e no Novo testamento (Brit Chadaschá. Baseados nesses escritos creem que Yeshua é o Messias de Israel enviado há cerca de dois mil anos pelo Eterno para redenção de judeus e não judeus.
A visão do ministério Ensinando de Sião está de acordo com a tradição judaico-cristã, é filiado ao Netivyah Bible Instruction Ministry (Jerusalém, Israel e também é reconhecido pela Union Of Messianic Jewish Congregations.
O  Ensinando de Sião é filiado ao Netivyah Bible Instruction Ministry (Jerusalém) é reconhecido pela Union of Messianic Jewish Congregations (UMJC, EUA ), pelo Messianic Jewish Bible Institute (MJBI, EUA), pela Tikkun International Mission (Israel e EUA) e pelo Jewish Voice Ministries International (EUA ), entre outras entidades e federações judaico-messiânicas internacionais reconhecidas em Israel e nos Estados Unidos da América.